# Mythes à propos des tornades

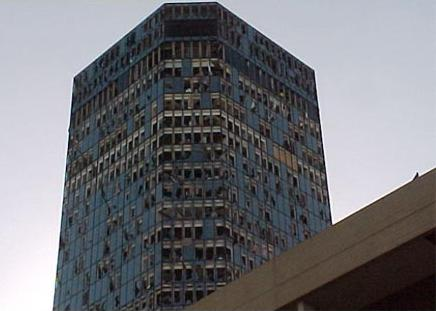
Fenêtres et murs externes soufflés par une tornade en 2000 à Fort Worth (Texas), contredisant la croyance populaire que les tornades ne frappent pas dans les centres-villes.

Les mythes à propos des tornades sont des croyances incorrectes en ce qui concerne les tornades. Les causes sont multiples : reportages effectués par des personnes peu familières avec le phénomène, le sensationalisme de la part des médias qui font la course au scoop, et la transmission (volontaire ou non) d'informations fausses dans les émissions de variétés ou les films. Ces idées reçues concernent divers aspects de la problématique des tornades : comment assurer sa sécurité? comment minimiser les dégâts occasionnés ? quel est le rapport entre la géométrie de la tornade et sa force ? quelle est sa trajectoire ? Par exemple, les tornades se déplacent « généralement » vers le nord-est dans l'hémisphère nord, et le sud-est dans celui du sud, mais il y a de nombreuses exceptions. Ainsi un sophisme tiré de cette généralisation peut induire en erreur quelqu'un à propos des mesures à prendre en cas de tornade, en particulier de l'endroit le plus sécuritaire où se cacher.
Des personnes croient aussi faussement qu'ouvrir les fenêtres lors du passage d'une tornade va réduire l'étendue des dégâts. D'autres personnes pensent que fuir une tornade en voiture est la meilleure solution ; en fait le danger est aggravé. D'autres légendes urbaines disent que les tornades sautent par-dessus les maisons, qu'elles se déplacent toujours suivant une direction prévisible, qu'elles sont toujours visibles lorsqu'elles touchent le sol, et que plus elles sont petites en taille, moins elles sont dangereuses. Plusieurs pensent que les tornades ne se forment qu'en Amérique du Nord, qu'elles sont inexistantes en hiver, et qu'elles frappent préférentiellement les campements de maison mobiles parce que les médias sont biaisés par les dégâts produits plutôt que par la climatologie des tornades.
Certains endroits sont erronément censés être protégés des tornades par des cours d'eau, des vallées, des gratte-ciels ou autres facteurs. Certaines idées reçues font partie du folklore des tornades qui sont transmises de bouche à oreille. L'idée que le côté sud-ouest d'une structure était la place la plus sûre fut ainsi publiée à la fin du XIXe siècle et persista jusque dans les années 1990 bien quelle fut réfutée dans les années 1960 et 1970. Un exemple notable de propagation d'une idée reçue concerne les tornades de l'Oklahoma du 3 mai 1999, où le magazine TIME publiait une image suggérant qu'un pont routier serait plus sûr qu'une maison,
.
La diffusion de certains mythes peut être aussi attribuée à certains films ayant pour thème les tornades comme The Wizard of Oz et Twister.
La vérité est que les tornades peuvent frapper n'importe quand et n'importe où, pour autant que certaines conditions soient réunies. Certaines régions sont simplement plus susceptibles d'être affectées comme la Tornado Alley en Amérique et la plaine du Bangladesh en Asie,.

## Mesures de protection

### Où se protéger dans un bâtiment?

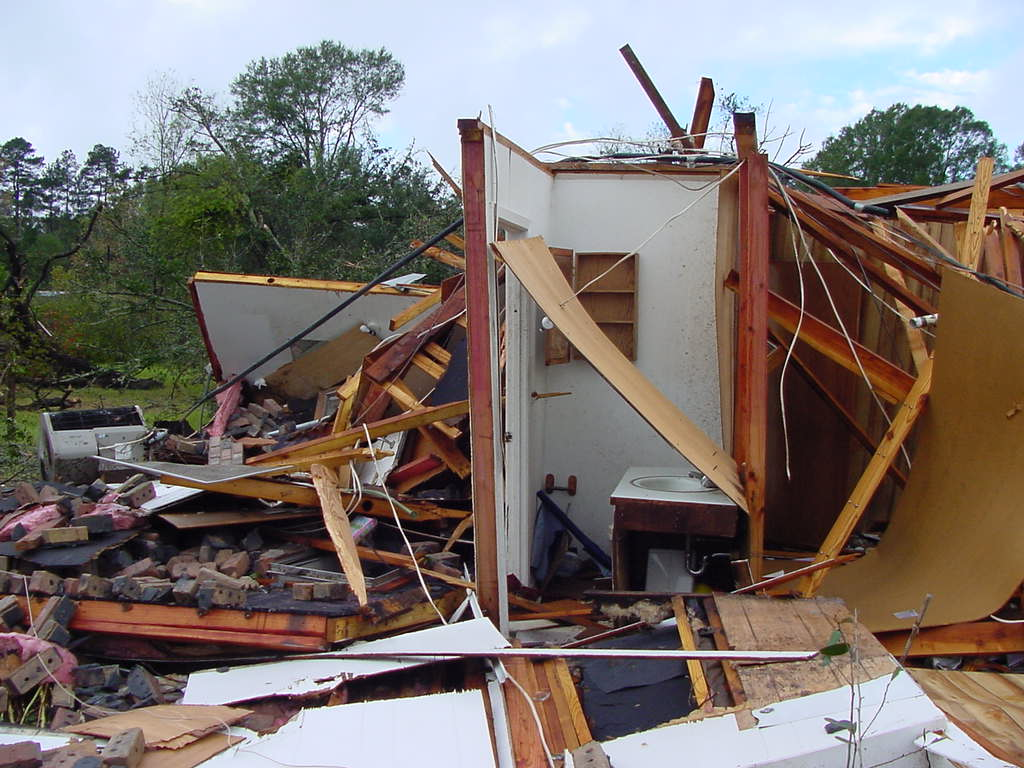
La pièce centrale au rez-de-chaussée est de loin l'endroit zone le plus sûr lors d'une tornade. Ceci est aussi valable pour les immeubles collectifs. Aux États-Unis, les étages sont souvent construits avec des matériaux de moindre résistance. Cette maison à proximité de Jasper (Texas) fut détruite par une tornade F2, avec seulement quelques cloisons intérieures encore debout.

En 1887/1888, les premiers ouvrages concernant les tornades furent écrits par John Park Finley,, un pionnier dans la recherche concernant les tornades. Bien que ce livre fût révolutionnaire en son temps, il contient des informations dont la fausseté a été prouvée ultérieurement,. Une de ces inexactitudes était que la zone est ou nord-est de la structure était la plus dangereuse et à éviter en tant qu'abri au cours d'une tornade.
Ce mythe a pour origine deux erreurs de raisonnement : premièrement, les tornades se déplaceraient toujours vers le nord-est et deuxièmement, les débris sont toujours évacués dans la direction de propagation de la tornade, laissant la personne se réfugiant dans le côté opposé de la maison qui est frappé en premier par la tornade sain et sauf,. La dangerosité de ces légendes urbaines commença à être mise au jour dans les années 1960 et 1970 lorsque des études démontrèrent au contraire que la façade de la maison touchée en premier par la tornade était au contraire la plus dangereuse.
En outre, de nombreuses tornades ne se sont pas déplacées en direction du nord-est, en particulier tornade de Jarrell (F5 dans l'échelle de Fujita), qui se déplaça à l'envers, soit vers le sud-ouest,. Puisque la détermination de la trajectoire peut gaspiller un temps précieux, la recommandation est de prendre refuge dans une pièce intérieure à l'étage le plus bas du bâtiment (au sous-sol, s'il est disponible) sous une montée d'escalier, une poutre ou un meuble solide,,.

### Ouvrir les fenêtres pour limiter les dégâts
Un plus anciens lieux communs est que la pression atmosphérique au centre d'une tornade est plus faible et donc que les maisons sont en surpression lors de leur passage, ce qui provoque leur éventration. En réponse, ouvrir les fenêtres pour que la pression s'équilibre entre l'intérieur et l'extérieur du bâtiment devrait limiter les dégâts.
L'origine de ce lieu commun est dû à l'apparence des structures détruites à première vue par une intense tornade. Lorsqu'un mur reçoit la très forte pression dynamique liée à la vitesse extrême des vents, il va s'effondrer vers l'intérieur. Le poids de la structure engendre ensuite une pression gigantesque sur les trois murs restants qui vont tomber vers l'extérieur lorsque le toit s'effondrera, laissant l'impression que la maison a explosé (et non implosé). L'évaluation systématique des dommages subis par des telles « explosions » montre qu'au moins un des murs est tombé vers l'intérieur et ne peut correspondre à une surpression atmosphérique de l'intérieur vers l'extérieur. En outre, si le toit est arraché avant la chute des murs, ces derniers peuvent s'effondrer suivant n'importe quelle direction. S'ils tombent vers l'extérieur, la structure laissera aussi l'impression qu'elle a « explosé ».
Dans le cas des tornades les plus violentes, la chute de pression est de l'ordre de 10 % soit, environ 100 hPa. Non seulement cette différence de pression peut être égalisée en approximativement 3 secondes, mais si un différentiel de pression se formait, les fenêtres se briseraient en premier égalisant rapidement la pression. En outre, les fenêtres étant les parties les plus fragiles d'un bâtiment, les débris vont en briser suffisamment pour égaliser la différence de pression avec l'extérieur de toute façon. Nonobstant les différentiels de pressions, les effets directs des vents sont suffisants pour endommager une maison, sauf dans le cas de tornades de très faible intensité,.
La recommandation actuelle est que l'ouverture des fenêtres est une perte de temps qui pourrait être utilisé à meilleur escient à la recherche d'un abri. En outre, être à proximité de fenêtres au cours d'un tel phénomène extrême est très dangereux car l'on s'expose à des blessures causées par les éclats de verre.

### Utilisation de pont routier en tant qu'abri
Il y a plusieurs cas documentés de personnes survivant sous un pont routier. Cependant, les météorologues et chercheurs pensent qu'un tel « abri » ne devrait pas être utilisé systématiquement,. Après l'évaluation de nombreux cas, les météorologues insistent sur l'avis qu'un pont routier est un abri insuffisant à l'encontre des vents violents et des débris, et peut être la pire place où se trouver en cas d'une tornade sévère,.
Premièrement, le remblai sous le pont est plus haut que le terrain environnant et la vitesse du vent augmente avec la hauteur dans le tourbillon. En second, un effet venturi se produit accroissant la vitesse du vent sous le pont à cause de sa forme allant en se rétrécissant, effet similaire à celui d'un soufflerie. Finalement, la plupart des ponts routiers sont ouverts à tous les vents et ne possèdent pas de poutrelles métalliques ou en béton pouvant servir d'abri. Le tout tend donc à augmenter l'effet éolien qui peut déplacer à grande vitesse les débris engendrés même par de petites tornades.
Un pont routier très encaissé et possédant des piliers, comme dans l'image du haut ci-contre, peut servir à la rigueur d'abri de dernier recours quand tout autre n'est pas atteignable à temps. Cependant, si un bon nombre de véhicules s'y arrête et bloque le trafic sur la route, ce refuge peut engendrer un danger mortel pour les autres usagers,.

### Fuite devant une tornade en voiture

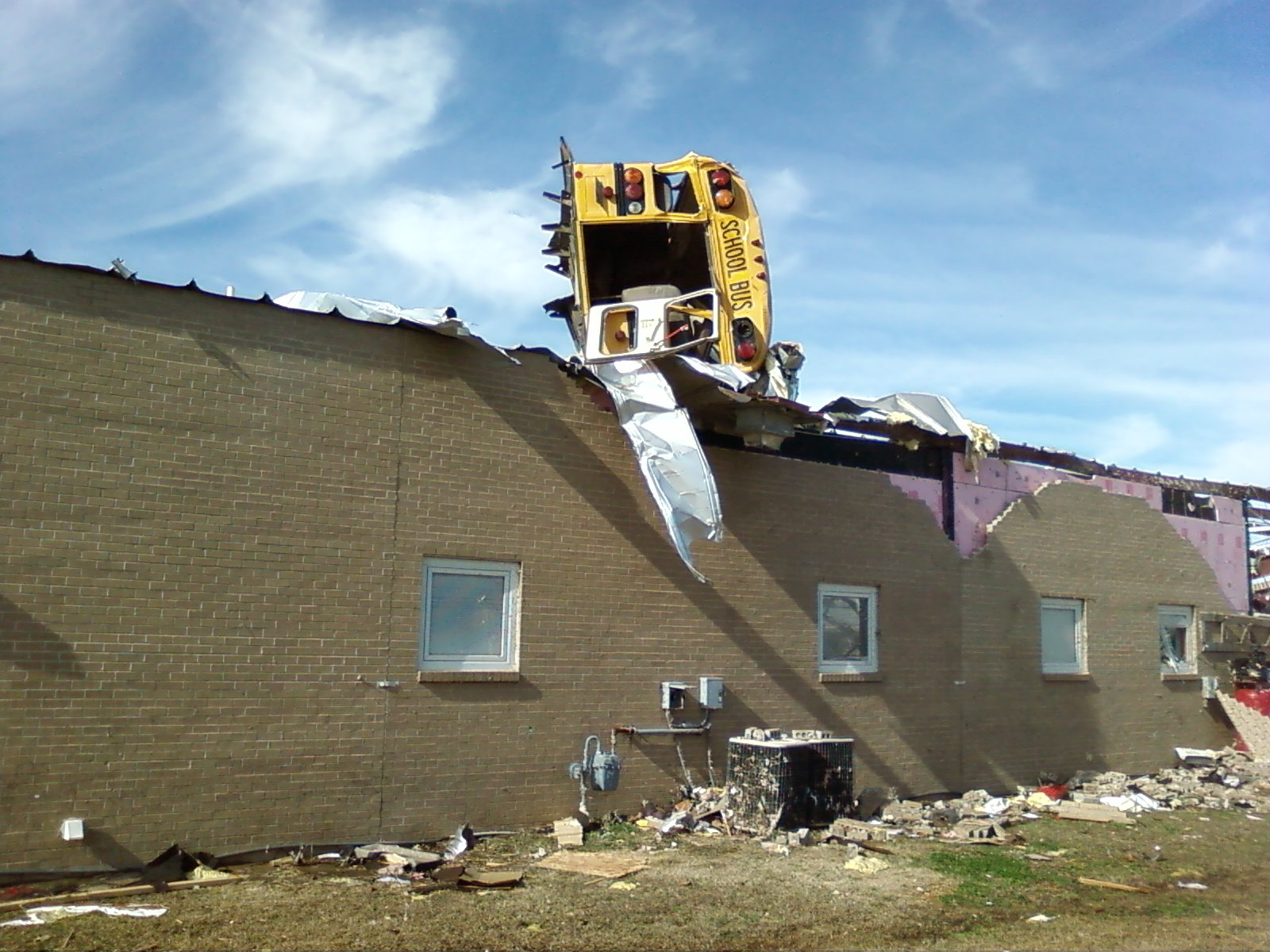
Une tornade en 2008 expédia un bus scolaire sur le toit de cette école primaire endommagée à Caledonia (Mississippi).

Souvent, les gens essaient d'éviter ou de « semer » une tornade à bord de leur véhicule. Bien que les voitures puissent généralement se déplacer plus rapidement qu'une tornade, la directive officielle du National Weather Service aux États-Unis (NWS) pour les habitants d'une maison dans la trajectoire d'une tornade est de chercher à rester chez eux plutôt que de risquer une fuite à bord de leur véhicule. Ceci est le résultat de plusieurs facteurs et statistiques.
D'une part, une pièce à l'intérieur d'une maison bien construite (en particulier dans la cave en sous-sol) offre un degré raisonnable de protection pour presque toutes les tornades sauf les plus violentes. Les abris anti-tornades souterrains ou au niveau du sol ainsi que les salles des coffres dans une banque offrent une protection quasiment complète. D'autre part, les voitures peuvent être détruites même par des petites tornades et s'envoler sur de longues distances, voire s'écraser sur des bâtiments. Les véhicules de grande hauteur tels les autocars, les camions semi-remorques sont encore plus vulnérables aux vents violents,.
Il existe de nombreuses raisons pour ne pas conduire une voiture lorsqu'une tornade est imminente. Les orages violents produisent des inondations, de la grosse grêle, des vents violents loin de toute tornade, tout cela rendant la conduite d'un véhicule trop dangereuse. Une telle situation risque de bloquer le chauffeur dans une zone qui va être frappée ultérieurement par une tornade loin de tout abri potentiel. Cela est couplé avec un état de panique de la part du conducteur qui peut causer un accident parfaitement évitable en d'autres circonstances. La situation sera considérablement aggravée si tous les habitants d'une zone sous alerte s'enfuient à bord de leurs véhicules provoquant bouchons et accidents lors de l'approche de la tornade. De nombreuses victimes décédèrent à bord de leur véhicule lors de la tornade de Wichita Falls le 10 avril 1979.
Si un chauffeur aperçoit une tornade en conduisant, la recommandation officielle du service météo américain est que le conducteur abandonne son véhicule et aille se mettre à l'abri dans un fossé ou un abri plus substantiel si possible. Pour des tornades plus lointaines, la recommandation est que le conducteur s'enfuit à 90 degrés de la trajectoire apparente de la tornade. Malgré les dangers inhérents à la conduite en présence d'une tornade, si l'alerte est donnée suffisamment à l'avance, les habitants de maisons mobiles devraient se rendre avec leur véhicule vers un abri ad hoc.

## Comportement des tornades

### Tornades évitant les maisons
Différents phénomènes laissèrent croire que les tornades sauteraient au-dessus des maisons à la manière d'un saut d'obstacles. L'intensité des tornades varie au cours de leur durée de vie, parfois énormément sur de petites échelles de temps et d'espace. Si une tornade cause des dégâts, puis faiblit pour ne provoquer aucun dégât puis se ré-intensifie à nouveau, il apparaît que ladite tornade a sauté au-dessus d'une section. Parfois, un sous-vortex à l'intérieur d'une tornade va complètement détruire une structure voisine d'un autre bâtiment apparemment non touché et donc la tornade aurait « sauté » au-dessus de ce dernier,.
Il est exact qu'une maison située entre 2 maisons détruites peut être exempte de dommages mais cela n'est pas dû à un phénomène d'évitement des tornades comme il était admis dans le passé. Après le Super Outbreak, Ted Fujita étudia de nombreux films impliquant des tornades de force F4 ou F5. Il conclut que de nombreux vortex secondaires se déplaçant à grande vitesse à travers la tornade principale étaient la cause de ce phénomène. Il s'agit de tornades satellites, soit de petits tourbillons orbitant autour de la tornade principale qui peuvent causer des dégâts dans une zone latérale à la trajectoire principale et ainsi engendrer des zones immunes de dégâts entre les deux.
Des tornades de faible intensité, voire d'intensité plus élevée peuvent se séparer du sol ce qui signifie que le vortex n'affecte plus le sol. Il se produit alors une trace discontinue du passage de la tornade où alternent zones touchées et non touchées. Une telle tornade est appelée tornade sauteuse. Ces discontinuités tendent à se produire sur des zones plus grandes que les petits lotissements affectés par le phénomène du saute-maison, sauf peut-être à la naissance et à la disparition de la tornade. Cette situation n'est pas habituelle et le terme est maintenant rarement utilisé. Typiquement, ce qui se produit est que le mésocyclone d'un orage supercellulaire varie spatialement dans le temps : la section se trouvant au-dessus de la première tornade faiblit, ce qui la fait disparaître, mais il se renforce à un autre point suivi par une nouvelle tornade. Une telle suite de tornades est appelée famille de tornades.

### Relation entre taille et intensité

La tornade d'Elie au Manitoba le 22 juin 2007, apparaissait petite et étroite. Cependant, elle fut première tornade dans l'histoire du Canada à produire des dégâts de niveau F5.

Quelques personnes pensent à tort que les tornades montrant un entonnoir nuageux petit et étroit sont toujours plus faibles que les grosses tornades en forme de coin. Bien qu'il soit prouvé que les tornades de grand diamètre provoquent les dégâts les plus sérieux, il n'est pas clair si cela est lié à la physique des tornades ou si c'est simplement que les tornades frappent une aire plus grande. Cependant, cela n'est pas un indicateur crédible concernant l'intensité d'une tornade individuelle.
Ainsi, des tornades très étroites ressemblant à un cordon descendant du ciel ont été parmi les plus violentes jamais enregistrées. Depuis 1950, plus de 100 tornades de force F4 ou plus aux États-Unis eurent un diamètre de seulement 100 m. En outre, la forme des tornades varie dans le temps, compliquant encore plus la détermination de leur dangerosité.

### Tuba ne touchant pas le sol
Il est couramment et incorrectement admis que si l'entonnoir nuageux, ou tuba, associé à une tornade ne touche pas le sol, celle-ci ne produira pas de dégâts sérieux. Cela est aussi un mythe qui peut être fatal car cet entonnoir est rendu visible par la condensation d'humidité ou la présence de débris dans le tourbillon. Les vents violents rotatifs, qui définissent la tornade et causent les dégâts, peuvent facilement affecter le sol avant le contact du tuba avec celui-ci. Les chasseurs de tornades doivent prêter attention aux débris éventuels volant au-dessous du tuba même si ce dernier ne touche pas le sol,. En outre, les tornades peuvent être cachées dans la pluie sous le cumulonimbus ou par des obstacles et devenir non visibles.

### Trajectoire des tornades

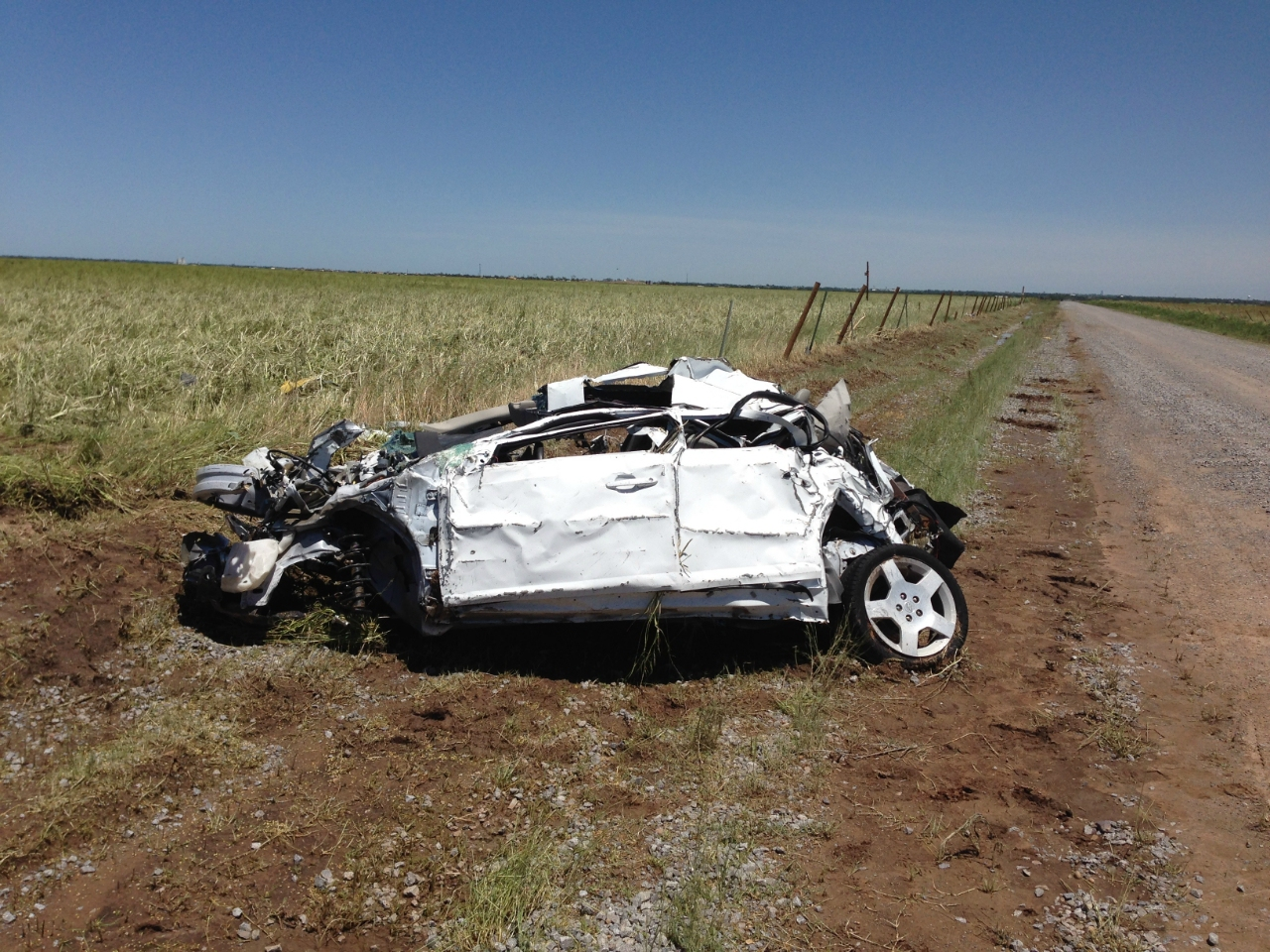
Débris d'un véhicule de poursuite du programme TWISTEX, une Chevrolet Cobalt, dans lequel furent tués des chasseurs de tornades surpris par la tornade d'El Reno.

Il fut longtemps admis que les tornades se déplaçaient exclusivement vers le nord-est dans l'hémisphère nord et vers le sud-est dans celui du sud. Mais ceci est une généralisation incorrecte induisant un faux sentiment de sécurité qui peut être fatal pour les chasseurs de tornades ou la population générale.
S'il est vrai que la majorité des tornades se déplacent ainsi à cause de la trajectoire de l'orage supercellulaire dans la circulation atmosphérique habituelle sous les latitudes moyennes, les études ont montré que les tornades peuvent se déplacer dans n'importe quelle direction. En effet, la circulation atmosphérique une journée et dans une région donnée peut différer de la moyenne et les orages vont donc suivre une trajectoire différente de la « normale ». Ainsi, la tornade F5 qui frappa la petite bourgade de Jarrell (Texas) in 1997, se déplaça vers le sud-ouest à l'exact opposé de ce qui est généralement admis,.
De même, certaines régions des États-Unis ont tendance à enregistrer des trajectoires moyennes de direction différente à cause de circulations locales spécifiques, comme du nord-ouest dans le Minnesota avec les dépressions de type « clipper albertain » ou du sud-est le long de la côte sud du Texas avec le passage d'ouragans. Des effets locaux similaires peuvent se produire partout dans le monde.
Finalement, la tornade peut changer brutalement de trajectoire à cause de facteurs comme les courants descendants de flanc avant et arrière, qui interfèrent avec les vents près du sol, et la formation d'un nouveau mésocyclone dans le nuage. Un tel changement de direction fut fatal lors de la tornade de El Reno en 2013 (en) au cours de laquelle une tornade de 4,2 km de diamètre bifurqua d'une direction plein est vers une direction nord-est tuant au moins 4 chasseurs de tornades.

### Tornades non classiques

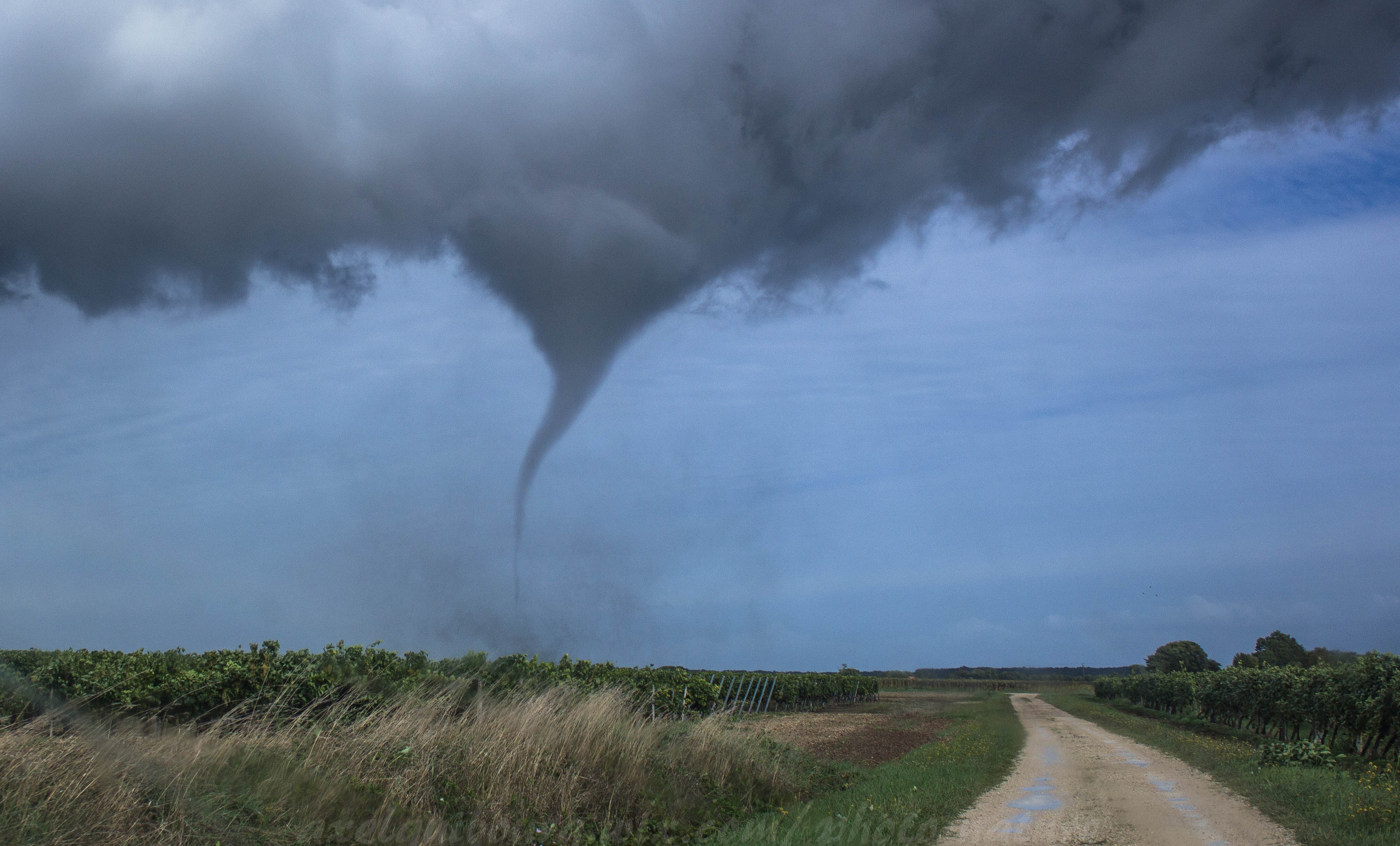
Tuba en lisière de la ligne de flanc marquant la tornade. Le tuba est situé totalement à l'arrière de la ligne de grains. Une couche de cirrocumulus est clairement visible à l'arrière.

Contrairement à ce qui est souvent véhiculé dans la littérature, les supercellules individuelles ne sont pas le seul type de cumulonimbus qui puissent donner des tornades. Les complexes orageux comme les orages multicellulaires et les lignes de grain peuvent être accompagnés de supercellules. Même des nuages de plus faible intensité tels des cumulus bourgeonnants, ou même parfois des cumulus, peuvent produire de très faibles tornades non classiques.
Dans ces cas, la position et le développement du tourbillon ne correspond pas aux normes « classiques » des supercellules des plaines américaines: en dessous du nuage-mur, qui marque la transition entre les courants ascendants et descendants dans le quadrant sud-ouest (pour l'hémisphère nord) de l'orage, avec un nuage à très forte l'extension verticale dépassant la tropopause et donnant un sommet protubérant. Même ces supercellules vont varier de taille selon la saison et la région.
Ainsi, la tornade de Sonnac du 16 septembre 2015 (de force maximale EF2), montre un tuba en lisière de la ligne de flanc dans la photo ci-contre et une photographie tirée du site Keraunos (Observatoire français des tornades et orages violents) montre que le cumulonimbus n'était pas supercellulaire, le radiosondage de Bordeaux de 12 h UTC donnant un sommet qui n'était qu'à 9 000 m de hauteur. L'indice de soulèvement (LI) était assez important (−5 K) mais l'énergie potentielle de convection disponible (EPCD) n'était que de 1 000 J/kg, soit assez modeste.

## Rapports avec la géographie et les saisons

### Répartition géographique

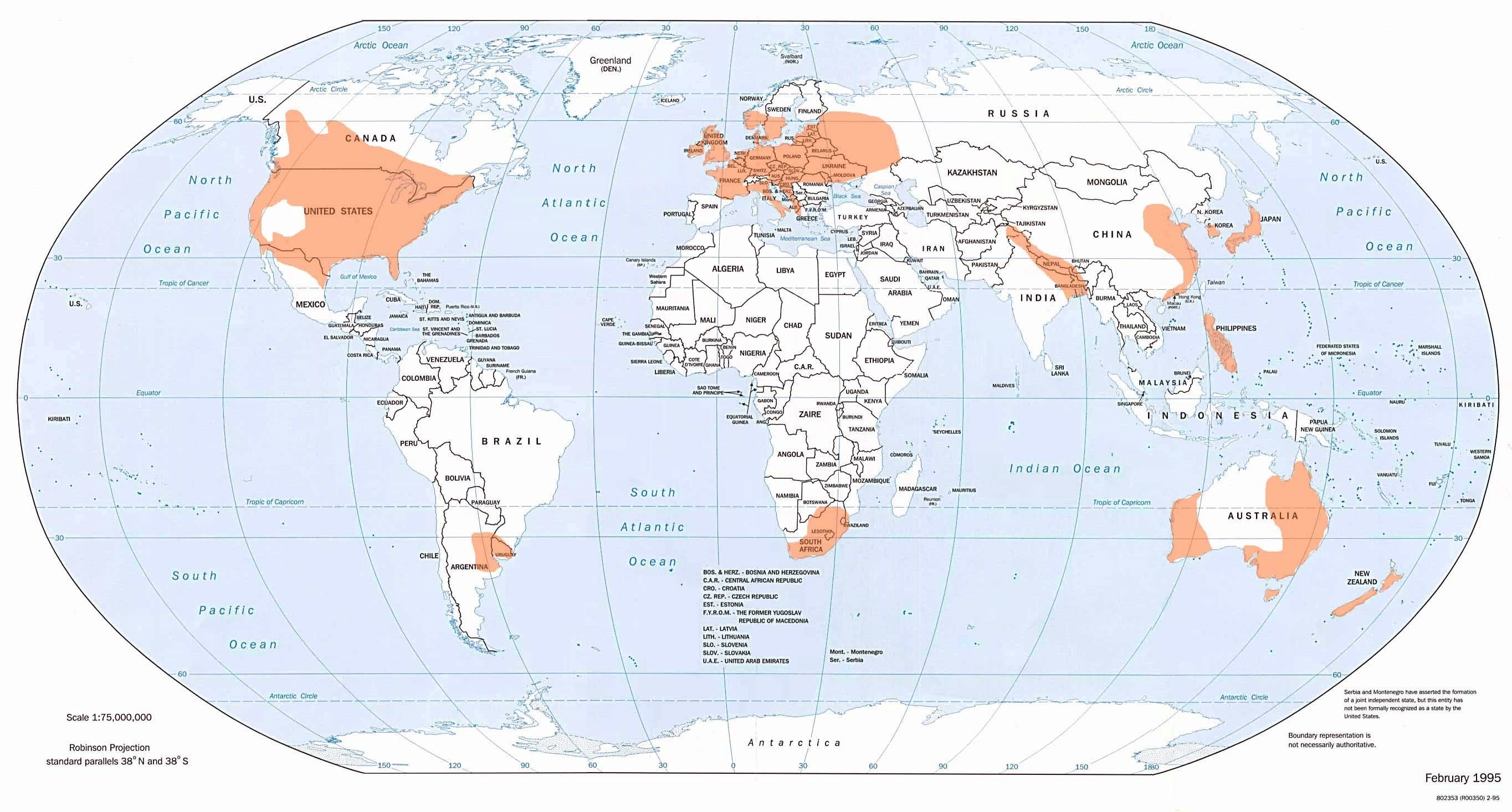
Régions où les tornades sont les plus probables ombrées en orange

Il est souvent dit que les tornades ne se produiraient qu'en Amérique du nord. Cette perception est due à la couverture médiatique à propos de ce phénomène dans ce pays par rapport à d'autres régions du monde. Ainsi, les fils de presse sont plus dominés par les tempêtes hivernales en Europe ou les typhons au Japon que par les tornades dans ces deux zones car ce sont des événements moins prépondérants dans ces pays.
Bien que le plus grand nombre de tornades soient rapportées aux États-Unis, elles ont été observées sur chaque continent excepté l'Antarctique. À part l'Amérique du Nord, l'Argentine, l'Europe, l'Australie, le Royaume uni, la Russie européenne, le Bangladesh et les Philippines subissent un nombre significatif de tornades. C'est aux Pays-Bas que l'on retrouve la plus grande densité nationale de tornades signalées avec 0,00048 par kilomètre carré (20 tornades par année). Le Royaume-Uni vient ensuite avec une densité de 0,00013 (33 tornades annuellement). Ces tornades sont cependant généralement de faible intensité, le plus souvent des F1.
Par densité nationale, suivent dans l'ordre :
- Le Bangladesh
- L'Inde
- L'Argentine
- L'Italie
- L'Australie
- La Nouvelle-Zélande
- L'Afrique du Sud
- L'Allemagne
- L'Estonie
- L'Uruguay

### Effets de la topographie (fleuves, montagnes, ...)
Il y a de nombreux préjugés concernant la géographie du lieu comme la présence de lac, collines, vallées et autres concernant la genèse des tornades (en) et leurs caractéristiques. Bien que leur formation soit encore mal comprise,, aucune particularité géographique d'un lieu ne peut empêcher la formation d'une tornade. Ces lieux communs ont été discrédités par l'étude des événements.
En ce qui concerne les montagnes, des tornades furent observées à 12 000 pi (3 700 m) d'altitude ou escaladant des pentes de 3 000 pi (900 m) sans être affectées,.
Des plans d'eau de surface limitée, tels que des lacs ou fleuves, sont aussi des obstacles insignifiants concernant le cheminement des tornades. Des tornades importantes se sont formées au-dessus de telles surfaces, comme la tornade de Wallingford de 1878 (en) et celle de New Richmond de 1899 (en), ou traversèrent simplement un fleuve après s'être formées auparavant. Par exemple, plus d'une douzaine de tornades ont traversé le
Mississippi selon un ouvrage de 2001 par Thomas P. Grazulis.
D'autres exemples :
- La dévastatrice tornade des trois États traversa 2 fleuves importants lors d'un parcours record de 219 mi (352 km) ou plus[22] ;
- En 1944, une grosse tornade se déplaça sur plus de 60 mi (97 km) à travers une zone montagneuse couverte de forêts, tuant au moins 100 personnes[38] ;
- Une collinette appelée Burnett's Mound située en lisière sud-est de Topeka (Kansas) était supposée protéger la ville des tornades suivant une vieille légende[réf. nécessaire]. Cependant, en 1966, une tornade F5 passa juste au-dessus de la colline pour frapper le centre-ville, tuer 18 personnes et provoquer 100 millions de $ (de 1966) de dégâts[39] ;
- Le centre-ville de Memphis (Tennessee) fut, selon les habitants, supposé être protégé par la collinette appelée Chickasaw Bluff le long du Mississippi. Le centre-ville fut cependant durement touché lors de l'épisode de tornades de 2008[40] ;
- Au cours du Super Outbreak, de grosses tornades traversèrent des dizaines des cours d'eau incluant l'Ohio, la rivière Détroit ainsi que des collines de plusieurs centaines de pieds de hauteur[41] ;
- Une tornade se déplaçant à travers des régions accidentées des États-Unis lors de l'éruption de tornades du 25 au 28 avril 2011, frappa les hautes collines ou petites montagnes de l'est du Tennessee, le nord-est de l'Alabama, du sud-ouest de la Virginie et du nord de la Géorgie, tuant de nombreuses personnes, incluant une famille entière de 4 personnes à Ringgold (Géorgie)[42].

### Tornades frappant des mobile homes

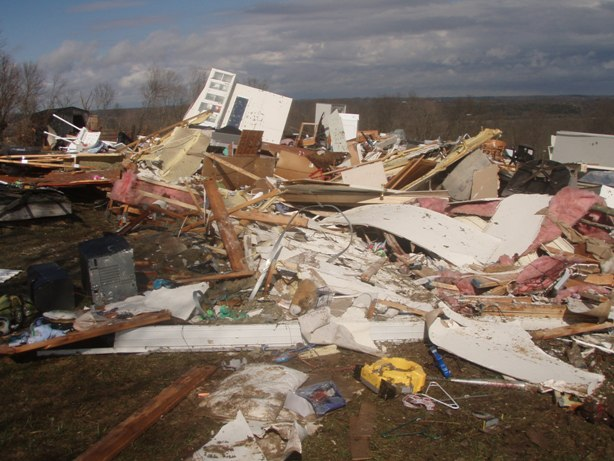
Cette maison mobile fut détruite par une tornade de force EF0.

Le lieu commun que les mobile homes (ou maisons mobiles) seraient une cible privilégiée persiste depuis des décennies. Cette idée reçue n'est pas totalement dénuée de fondement car sur les 539 morts aux États-Unis entre 2000 et 2008, plus de la moitié des décès (282) se produisirent dans des parcs de maisons mobiles. Or seulement 6.8% des habitations du pays sont de ce type.
Un facteur aggravant concernant la propagation du mythe est lié à la surmédiatisation du phénomène. Lorsqu'une tornade frappe un campement de mobile homes, une nuée de journalistes se ruent sur le site au vu du nombre de victimes, tandis qu'ils ignoreront les dégâts dans les environs n'ayant produit que peu de victimes.
Cependant, le raisonnement tient du sophisme. En effet, les mobile homes sont des structures fragiles qui n'ont pas de fondations. Elles ne résistent guère à des vents un tant soit peu violents et risquent de s'envoler, contrairement à des édifices comme les maisons bretonnes qui subissent des tempêtes hivernales avec des rafales de 200 km/h, voire des mas provençaux qui résistèrent à des pointes de mistral de plus de 180 km/h le jour de la Chandeleur 1956,,. Même les maisons américaines de qualité médiocre résistent mieux que ces mobile homes. Ces maisons américaines standard, en des circonstances analogues, auraient des dégâts autrement moindres comme seulement un toit arraché.

### Tornades en centre ville
Quelques personnes pensent, à tort et pour des raisons variées, que les tornades ne frapperaient jamais les grandes métropoles. Ceci est incorrect, car de grandes villes ont été frappées à plusieurs reprises par des tornades. Ainsi plus de 100 tornades ont frappé des villes importantes comme Lubbock (Texas), Saint Louis (Missouri), Topeka (Kansas), et Londres, certaines par des tornades de force F4 ou plus dans l'échelle de Fujita,. Une raison avancée pour cette impression est que dans les métropoles nord-américaines, les centres urbains sont très petits comparés aux faubourgs et à la campagne environnante. En fait, à surface égale, les tornades frapperaient plus souvent les noyaux urbains.
Cette idée reçue a cependant quelques éléments de vérité. Ainsi, Ted Fujita a étudié la fréquence des tornades à Chicago et sa banlieue ainsi qu'à Tōkyō. Il remarqua que les tornades étaient moindres dans les centres-villes. Il avança une hypothèse que peut-être l'îlot de chaleur urbain créerait une sorte de front qui repousserait le mésocyclone en aval du centre. Mais les données ne montre pas un tel biais pour les tornades intenses.
D'autre part, selon une théorie, la friction des bâtiments ralentirait l'afflux d'air dans l'entonnoir, privant l'entonnoir d'air. La pression baisserait alors, provoquant un rétrécissement de l'entonnoir et un tourbillon encore plus intense. Les tornades naissant à l'extérieur de la ville et entrant dans le centre-ville rempli de gratte-ciels pourraient être donc plus intenses que la moyenne.
Comme on peut le voir, il y a beaucoup plus à cela que l'idée simpliste que la chaleur et la rugosité empêchent les tornades. La rareté des tornades intenses et le fait que Saint-Louis ait été frappé par trois de ce type est une curiosité intéressante mais non résolue.

### Tornades hivernales
Puisque les tornades se forment principalement par temps chaud, les tornades sont peu courantes en hiver aux latitudes moyennes.
Cependant elles peuvent néanmoins se former et même se déplacer sur des surfaces enneigées.
Ces tornades hivernales provoquent aussi des décès : entre 2000 et 2008, 135 des 539 morts comptabilisées se produisirent durant l'hiver météorologique (décembre à février).
Les tornades hivernales seraient encore plus dangereuses car elles se déplacent plus vite qu'en d'autres saisons puisque la circulation atmosphérique moyenne est plus rapide en hiver.